# Urophora townsendi
Urophora townsendi är en tvåvingeart som beskrevs av Mario Bezzi 1923. Urophora townsendi ingår i släktet Urophora och familjen borrflugor.
Artens utbredningsområde är Peru. Inga underarter finns listade i Catalogue of Life.